# Дестини Чукуњере
Дестини Чукуњере (Биркиркара, 29. август 2002) је малтешка певачица. Победила је на Дечјој песми Евровизије 2015, где је представљала Малту са песмом "Not My Soul".

## Младост
Живи у Биркиркари, њен отац је Нигеријац (из народа Игбо) бивши фудбалер Ндубиси Чукуњере, док јој је мајка Малтежанка. Има двоје млађе браће и сестара; сестра по имену Мелоди и брат по имену Исаија.

## Каријера
Пре свог учешћа на Дечјој Евровизији, Чукуњере је учествовала на разним певачким такмичењима, укључујући Фестивал Канзунетта Индипенденза 2014, на коме је заузела треће место са песмом „Феста т'Илвиен“; и освојила Астерискс Мјузик Фестивал и СанРемо Јуниор у Италији.

### 2015–2017:Дечја песма Евровизије
11. јула 2015. Чукуњере је победила у малтешком националном финалу одржаном у Медитеранском конференцијском центру у Валети. Представљала је Малту на Дечјој песми Евровизије 2015. у Софији у Бугарској.
Дестини је победила на такмичењу са 185 поена, чиме је оборио претходни рекорд који је поставила Марија Изабел 2004.

### 2017–2019:Британија има таленат
Почетком 2017. године, Чукуњере је била на аудицији за 11. серију ИТВ-овог програма Британија има таленат, где је добила четири „да“. Њена аудиција је емитована 20. маја. Добила је похвале од етаблираног музичког критичара Сајмона Кауела и међународно познатог тенора Џозефа Калеје. 27. маја је проглашена за једну од квалификаната за емисије уживо и наступила је у другом полуфиналу 30. маја. Заузела је 6. место у полуфиналу и тако је елиминисана.

### 2019–2020:Икс Фактор Малта
2019. године, Чукуњере се појавила на такмичењу за песму Евровизије 2019. у Тел Авиву, у Израелу, као пратећи вокал за песму малтешког учесника, Микеле Паче.
Учествовала је у другој сезони Икс Фактор Малта. Постављена је у категорију девојака, чији је ментор била Ира Лоско, и напредовала је до емисија уживо. Победила је на такмичењу 8. фебруара 2020.

### 2020 – данас:Песма Евровизије
Због своје победе на Малти у Икс Фактору, Чукуњере је требало да представља Малту на такмичењу за песму Евровизије 2020, које се одржава у Ротердаму, Холандија. Њена улазна песма. Међутим, 18. марта догађај је отказан због пандемије КОВИД-19. Дана 16. маја 2020. године, потврђено је да ће Чукуњере представљати Малту на такмичењу 2021. У финалу се пласирала на 7. место са 255 бодова.

## Музички стил и утицаји
Чукуњере је за своје идоле и инспирацију навела Арету Френклин, Бијонсе и Лизо.

## Дискографија

### Синглови
- "All of My Love"[10] (with B-Ok) (2020)
- "Je me casse"[11] (2021)